# Lucjan (Mic)
Lucjan, imię świeckie Lucian-Florin Mic (ur. 9 września 1970 w Aradzie) – rumuński biskup prawosławny.

## Życiorys
Jest absolwentem seminarium duchownego w Caransebeș. W 1991 został mnichem riasofornym w monasterze monasterze Hodoș-Bodrog. 24 lipca 1992 przyjął święcenia diakońskie z rąk biskupa Aradu Emiliana, zaś dzień później arcybiskup Tymoteusz wyświęcił go na kapłana. W tym samym roku opuścił macierzysty klasztor, gdyż metropolita Banatu Mikołaj skierował go do służby w katedralnym sobór Trzech Świętych Hierarchów w Timișoarze. W latach 1992–1996 studiował teologię na Uniwersytecie Aurela Vlaicu w Caransebeș, uzyskując licencjat, specjalizując się w teologii pastoralnej.
W 1995 został przełożonym monasteru Izvorul Miron. Trzy lata później złożył wieczyste śluby mnisze, przyjmując imię zakonne Lucjan. W 1999 otrzymał godność protosyngla i egzarchy monasterów na terenie archieparchii Timișoary. W 2000 został archimandrytą. W 2000, z rekomendacji metropolity Banatu Mikołaja, został nominowany, a następnie wyświęcony na biskupa lugojskiego. Chirotonia biskupia odbyła się w soborze katedralnym w Timișoarze. W 2006 objął samodzielną katedrę Caransebeș.
W latach 2009–2012 odbył studia doktoranckie w dziedzinie teologii na uniwersytecie w Krajowej, zakończone obroną pracy doktorskiej poświęconej relacjom między Rumuńskim a Serbskim Kościołem Prawosławnym w Banacie w II poł. XIX w.